# Ácido tetrahidrocanabinólico sintasa
La ácido tetrahidrocanabinólico sintasa (EC 1.21.3.7), llamada también THCA sintasa, ácido Δ1-tetrahidrocanabinólico sintasa) es una enzima que posee el nombre sistemático canabigerolato:oxígeno óxidoreductasa (cicladora, formadora de Δ9-tetrahidrocanabinolato). La enzima cataliza la siguiente reacción química
canabigerolato + O2 {\displaystyle \rightleftharpoons } Δ9-tetrahidrocanabinolato + H2O2
La ácido tetrahidrocanabinólico sintasa es una flavoproteína.